# Bomarion fraternum
Bomarion fraternum är en skalbaggsart som beskrevs av Dilma Solange Napp och Martins 1982. Bomarion fraternum ingår i släktet Bomarion och familjen långhorningar. Inga underarter finns listade.